# Ciranjeng
Ciranjeng is een bestuurslaag in het regentschap Majalengka van de provincie West-Java, Indonesië. Ciranjeng telt 1170 inwoners (volkstelling 2010).